# Classe Primor'ye
Classe Primor'ye è il nome in codice NATO con le quali sono conosciute in Occidente le navi sovietiche Progetto 394B. Si tratta di unità progettate per svolgere operazioni AGI (Auxiliary General Intelligence).
La classificazione russa dell'unità nell'ambito dei compiti di intelligence, è BRK, ovvero Bol'shoy Razvedyatel'niye Korabl' (grande nave per intelligence) e, come per i vascelli che si occupano di comunicazioni, adottano la sigla identificativa SSV (Sudno Svyazey - Vascello per comunicazioni).

## Sviluppo e tecnica
Esteticamente, sono piuttosto simili a navi passeggeri. Infatti, la sovrastruttura è molto simile a quella di una nave di questo tipo, ma lo scafo ed il sistema propulsivo è quello delle classe Mayakovskiy, pescherecci d'altura del tipo conosciuto come "navi officina" (in pratica, industrie galleggianti che "lavorano" il pescato prima dell'arrivo in porto).
La loro sagoma era riconoscibile per la presenza di due grandi strutture "a scatola", contenenti le apparecchiature per la raccolta dei dati, principalmente misurazioni radiogoniometriche e analisi segnali radar. Tra gli elementi caratteristici, anche la presenza di tre alberi con numerose antenne di vario genere, che costituivano le "orecchie" necessarie per la missione.
Tali unità risultavano sprovviste sia di piattaforme per elicotteri, sia di apparati per la trasmissione dei dati via satellite.

## Il servizio
La costruzione di queste navi è avvenuta a Mykolaïv, e sono entrate in servizio tra il 1969 ed il 1973. Complessivamente, ne sono state costruite sei.
Queste navi AGI hanno avuto un ruolo importante nella flotta sovietica: infatti, sono state frequentemente avvistate durante le esercitazioni della NATO e le attività delle portaerei, nonché i lanci di missili balistici da parte dei sottomarini occidentali.
Oggi ne rimangono due, SSV-590 Krym ed SSV-591 Kavkaz, entrambe operative nel Mar Nero.
Le rimanenti quattro unità sono state demolite tra il 1993 ed il 1996.